# Une semaine sans...
Une semaine sans... est une émission de télévision française diffusée sur France 2 et présentée par Véronique Mounier.

## Émissions
| Une semaine sans .. | Jour et horaire de diffusion | Téléspectateurs | Part d'audience | Classement des audiences de la soirée | Références |
| ------------------- | ---------------------------- | --------------- | --------------- | ------------------------------------- | ---------- |
| les femmes          | 8 mars 2011 20:35 -          | 3 677 000       | 14,1 %          | 2e                                    | [ 1 ]      |
| les femmes          | 13 septembre 2011 20:35 -    | 2 405 000       | 10,1 %          | 4e                                    | [ 1 ]      |
| électricité         | 3 janvier 2012 20:35 -       | 2 637 000       | 9,9 %           | 3e                                    | [ 2 ]      |